# Roman Skljar

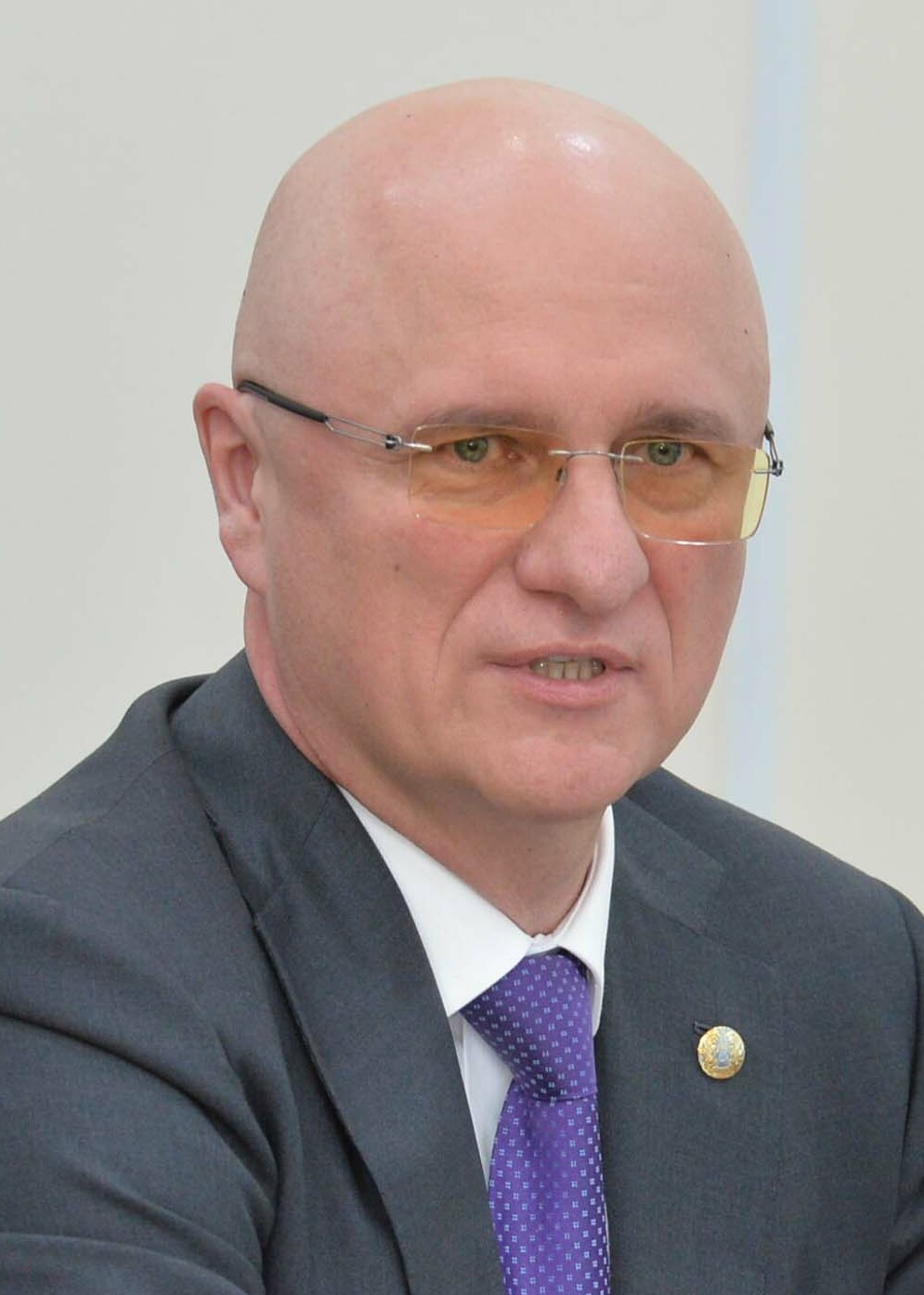
Roman Skljar (2023)

Roman Wassiljewitsch Skljar (russisch Роман Васильевич Скляр; * 8. Mai 1971 in Pawlodar, Kasachische SSR) ist ein kasachischer Politiker.

## Leben
Skljar wurde 1971 in Pawlodar geboren. Er hat einen Abschluss in Bauingenieurwesen an der Staatlichen Universität Pawlodar, einen Abschluss in Wirtschaftswissenschaften vom Moskauer Institut für moderne Betriebswirtschaft und einen weiteren Abschluss in Rechtswissenschaften vom Kasachischen Institut für Recht und Internationale Beziehungen.
Seine berufliche Laufbahn begann er 1989 als Installateur in Ekibastus. In den folgenden Jahren war er bei verschiedenen Betrieben in der Region Pawlodar beschäftigt, bevor er 2002 Abteilungsleiter in der Finanzverwaltung des Gebietes Pawlodar wurde. Bereits 2003 wurde Skljar stellvertretender Leiter der Abteilung für kommunales Eigentum der Stadt Pawlodar. Im Januar 2005 wechselte er in die Verwaltung des Äkim (Gouverneur) des Gebietes Pawlodar, wo er ab April Leiter der Verwaltung wurde. Nur wenige Monate später bekam er einen neuen Posten in der Hauptstadt Astana; dort war er zuerst Leiter der Abteilung für Infrastrukturentwicklung im Büro des Bürgermeisters und anschließend Direktor der städtischen Abteilung für Energie und kommunale Dienste. Im Oktober 2008 wurde er dann stellvertretender Äkim des Gebietes Pawlodar und ab November 2010 bekleidete er den Posten des ersten stellvertretenden Äkim.
Nach nur rund einem halben Jahr wechselte Skljar mit der Ernennung zum stellvertretenden Minister für Verkehr und Kommunikation in die kasachische Landespolitik. Dieses Amt hatte er bis Oktober 2013 inne. Zwischen 2014 und 2016 war er Vizepräsident der staatlichen Bahngesellschaft Qasaqstan Temir Scholy. Nach der Parlamentswahl 2016 war er Abgeordneter für Nur Otan in der Mäschilis, dem Unterhaus des kasachischen Parlaments. Hier war er Vorsitzender des Ausschusses für Wirtschaftsreformen und regionale Entwicklung. Nach nicht einmal zwei Monaten gab er sein Mandat wieder auf, da er zum stellvertretenden Wirtschaftsminister ernannt wurde. Auch diesen Posten hatte er nur wenige Monate inne da er am 23. Dezember stellvertretender Minister für Investitionen und Entwicklung wurde. Nach der Ernennung von Asqar Mamin zum neuen Premierminister wurde er im Kabinett Mamin I Minister für Industrie und Infrastrukturentwicklung. Auch dieses Ministeramt hatte er nur kurze Zeit inne; bereits am 18. September 2019 wurde er im Kabinett stellvertretender Premierminister und ab dem 3. April 2023 war er im Kabinett Smajylow II erster stellvertretender Premierminister. 
Nach dem Rücktritt der Regierung von Älichan Smajylow wurde Skljar am 5. Februar 2024 von Präsident Qassym-Schomart Toqajew vorübergehend zum amtierenden Premierminister Kasachstans ernannt. Schon am nächsten Tag wurde Olschas Bektenow neuer Premierminister und Skljar wurde in dessen Kabinett erster stellvertretender Premierminister.